# 斯利克普 (愛達荷州)
斯利克普（英語：Slickpoo）是位於美國愛達荷州劉易斯縣的一個非建制地區。

## 地理
斯利克普的座標為46°19′01″N 116°42′40″W / 46.31694°N 116.71111°W，而該地的平均海拔高度為533米（即1749英尺）。